# Lulu (mascota)
Lulu es la mascota oficial de los Juegos Asiáticos de Invierno de 2007, que se celebraron en Changchun en febrero de 2007.